# Most Holy Mother of God
Most Holy Mother of God est une œuvre pour quatre voix a cappella écrite par Arvo Pärt, compositeur estonien associé au mouvement de musique minimaliste.

## Historique
Composée en 2003, elle est dédiée au Hilliard Ensemble.

## Discographie
- Sur le disque Officium Novum par le Hilliard Ensemble chez ECM Records, 2010.
- Sur le disque Palestrina & Pärt: Choral Works par le Netherlands Chamber Choir dirigé par Risto Joost chez Klaas Posthuma Productions, 2011.
- Sur le disque Creator Spiritus par le Theatre of Voices dirigé par Paul Hillier chez Harmonia Mundi, 2012.